# كلوديا جيريني
كلوديا جيريني (بالإيطالية: Claudia Gerini)‏ هي مغنية وممثلة إيطالية، ولدت في 18 ديسمبر 1971 بروما في إيطاليا.

## أعمال

### أفلام
- (2004) آلام المسيح[4][5][6]
- (2017) جون ويك 2

## وصلات خارجية
- كلوديا جيريني على موقع IMDb (الإنجليزية)
- كلوديا جيريني على موقع ميتاكريتيك (الإنجليزية)
- كلوديا جيريني على موقع روتن توميتوز (الإنجليزية)
- كلوديا جيريني على موقع قاعدة بيانات الأفلام العربية
- كلوديا جيريني على موقع ألو سيني (الفرنسية)
- كلوديا جيريني على موقع ميوزك برينز (الإنجليزية)
- كلوديا جيريني على موقع أول موفي (الإنجليزية)
- كلوديا جيريني على موقع قاعدة بيانات الأفلام السويدية (السويدية)
- كلوديا جيريني على موقع ديسكوغز (الإنجليزية)
- كلوديا جيريني على موقع قاعدة بيانات الفيلم (الإنجليزية)